# Cartílago de Meckel
En humanos, la membrana cartilaginosa del arco mandibular está formada por el cartílago de Meckel (tanto por la derecha como por la izquierda), conocido también como cartílago Meckeliano. El cartílago de Meckel nace del primer arco faríngeo. Por encima de este se desarrollan los huesos yunque y martillo. Johann Friedrich Meckel fue el descubridor de este cartílago en 1820.
El final dorsal de cada cartílago está unido con la cápsula del oído y al osificarse forma el martillo; los finales de la parte ventral se encuentran el uno al otro en la región de la symphysis menti, y por lo general están incluidos dentro del proceso de osificación para formar la parte del mandible que contiene los dientes incisivos. La parte interventora del cartílago desaparece; la parte inmediatamente adyacente al malleus es substituida por la membrana fibrosa, que constituye el ligamento sphenomandibular, mientras el tejido conector que cubre la parte más grande del mandible también se osifica.

## Imágenes adicionales

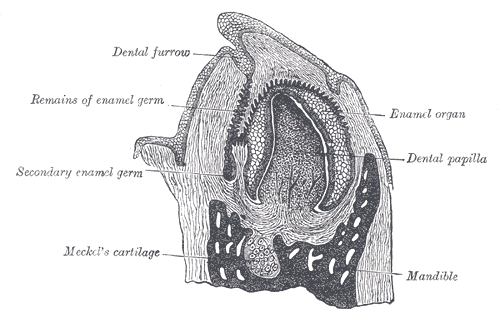
Sección vertical del mandible de un feto humano temprano. X 25.

## Evolución
El cartílago de Meckel, conocido en inglés como meckelian cartilage, es el cuerpo cartilaginoso a partir del cual evolucionó el maxilar inferior de los vertebrados. Originalmente, era el inferior de los dos cartílagos que soportaban el primer arco branquial en los peces primitivos. Poco a poco se hizo más largo y fuerte, y adquirió músculos capaces de cerrar la mandíbula en desarrollo.
En los peces antiguos y los condrictios (peces cartilaginosos como los tiburones, que no son primitivos en ningún sentido de la palabra), el cartílago de Meckel continuó siendo el componente principal del maxilar inferior. Sin embargo, en las formas adultas de los osteíctios (peces óseos) y sus descendientes (anfibios, reptiles, aves y mamíferos), el cartílago quedó cubierto de hueso - aunque en sus embriones, la mandíbula se desarrolla inicialmente como cartílago de Meckel. En todos los tetrápodos, el cartílago osifica parcialmente al borde posterior de la mandíbula, convirtiéndose en el hueso articular, que forma parte de la articulación mandibular en todos los tetrápodos, salvo los mamíferos.